# Dorothy Poynton
Dorothy Poynton (* 17. Juli 1915 in Salt Lake City; † 18. Mai 1995 in Riverside) war eine amerikanische Wasserspringerin. Sie gewann zwei Goldmedaillen bei Olympischen Sommerspielen.

## Karriere
Dorothy Poynton nahm im Alter von 14 Jahren an den Olympischen Sommerspielen 1928 in Amsterdam teil und gewann die Silbermedaille vom Drei-Meter-Brett; damit war sie die jüngste Medaillengewinnerin für die Vereinigten Staaten. Vier Jahre später, bei den Olympischen Sommerspielen 1932 in Los Angeles, gewann sie die Goldmedaille vom Zehn-Meter-Turm. Diesen Erfolg konnte Poynton bei den Olympischen Sommerspielen 1936 in Berlin wiederholen, wo sie zudem noch Bronze vom Drei-Meter-Brett gewann.
Poynton wirkte in verschiedenen Werbespots mit und leitete nach dem Ende ihrer eigenen aktiven Karriere einen eigenen Schwimmverein namens Dorothy Poynton Aquatic Club in Los Angeles.